# Украдене ім'я. Чому русини стали українцями
«Украдене ім'я. Чому русини стали українцями» — книга Євгена Наконечного.

## Вміст
Книга висвітлює появу та вжиток назв «Русь», «руський», «українець», тощо.

## Окремі видання
- Наконечний, Євген Петрович. Украдене ім'я: чому русини стали українцями / Є. П. Наконечний ; упоряд. і ред. В. Трипачук ; передм. Я. Дашкевич; НАН України, Львів. наук. б-а ім. В. Стефаника. – 3-є вид., доп. і випр. – Львів: [б.в.], 2001. – 179 с. – ISBN 966-02-1895-8.
- Наконечний Євген. Украдене ім'я: Чому русини стали українцями. — Львів: ЛА «ПІРАМІДА», 2004. — 352 с. ISBN 966-7188-94-9
- Наконечний Є. П. Украдене ім'я. Чому русини стали українцями / Передмова Я. Дашкевича.— 4-е, доп. і випр. вид. — Київ, 2013. — 392 с. ISBN 978-617-681-007-0